# オーウェン・クライン
オーウェン・クライン（Owen Kline, 1991年10月14日 - ）は、アメリカ・ニューヨーク州ニューヨーク市出身の俳優・元子役。

## 来歴
俳優のケヴィン・クラインとフィービー・ケイツとの間に生まれる。
2001年のジェニファー・ジェイソン・リーとアラン・カミングが共同監督を務めた『アニバーサリーの夜に』で両親と妹のグレタと共に出演し映画デビュー。
2005年にはジェニファー・ジェイソン・リーの強い推薦から、彼女の夫のノア・バームバックの監督作『イカとクジラ』のオーディションを受け、メインキャラであるフランク・バークマン役に抜擢された。

## フィルモグラフィ
| 製作年 | 邦題 原題                                  | 役名                 | 備考                         |
| ------ | ------------------------------------------ | -------------------- | ---------------------------- |
| 2001   | アニバーサリーの夜に The Anniversary Party | ジャック・ゴールド   | 映画デビュー作 家族4人で出演 |
| 2001   | 海辺の家 Life as a House                   | 少年時代のサム       | ビデオテープ・シーン         |
| 2005   | イカとクジラ The Squid and the Whale       | フランク・バークマン |                              |